# Luca Pfeiffer
Luca Pfeiffer (Bad Mergentheim, 20 agosto 1996) è un calciatore tedesco, attaccante del Karlsruhe in prestito dallo Stoccarda.

## Carriera
Dopo aver iniziato la carriera nelle serie inferiori tedesche, il 5 ottobre 2020 viene acquistato a titolo definitivo per 1,5 milioni di euro dalla società danese del Midtjylland.

## Statistiche

### Presenze e reti nei club
Statistiche aggiornate al 16 febbraio 2025.
| Stagione                 | Squadra                  | Campionato               | Campionato | Campionato | Coppe nazionali | Coppe nazionali | Coppe nazionali | Coppe continentali | Coppe continentali | Coppe continentali | Altre coppe | Altre coppe | Altre coppe | Totale | Totale |
| Stagione                 | Squadra                  | Comp                     | Pres       | Reti       | Comp            | Pres            | Reti            | Comp               | Pres               | Reti               | Comp        | Pres        | Reti        | Pres   | Reti   |
| ------------------------ | ------------------------ | ------------------------ | ---------- | ---------- | --------------- | --------------- | --------------- | ------------------ | ------------------ | ------------------ | ----------- | ----------- | ----------- | ------ | ------ |
| 2013-2014                | FSV Hollenbach           | OL                       | 19         | 6          | -               | -               | -               | -                  | -                  | -                  | -           | -           | -           | 19     | 6      |
| 2014-2015                | FSV Hollenbach           | OL                       | 27         | 8          | -               | -               | -               | -                  | -                  | -                  | -           | -           | -           | 27     | 8      |
| 2015-2016                | FSV Hollenbach           | OL                       | 34         | 18         | -               | -               | -               | -                  | -                  | -                  | -           | -           | -           | 34     | 18     |
| Totale FSV Hollenbach    | Totale FSV Hollenbach    | Totale FSV Hollenbach    | 80         | 32         |                 | -               | -               |                    | -                  | -                  |             | -           | -           | 80     | 32     |
| 2016-2017                | Kickers Stoccarda        | RL                       | 33         | 9          | -               | -               | -               | -                  | -                  | -                  | -           | -           | -           | 33     | 9      |
| 2017-2018                | Kickers Stoccarda        | RL                       | 10         | 4          | -               | -               | -               | -                  | -                  | -                  | -           | -           | -           | 10     | 4      |
| Totale Kickers Stoccarda | Totale Kickers Stoccarda | Totale Kickers Stoccarda | 43         | 13         |                 | -               | -               |                    | -                  | -                  |             | -           | -           | 43     | 13     |
| 2018-2019                | Osnabrück                | 3L                       | 21         | 2          | -               | -               | -               | -                  | -                  | -                  | -           | -           | -           | 21     | 2      |
| 2019-2020                | Kickers Würzburg         | 3L                       | 34         | 15         | CG              | 1               | 1               | -                  | -                  | -                  | -           | -           | -           | 35     | 16     |
| lug.-ott. 2020           | Kickers Würzburg         | 2L                       | 2          | 0          | CG              | 1               | 0               | -                  | -                  | -                  | -           | -           | -           | 3      | 0      |
| Totale Kickers Würzburg  | Totale Kickers Würzburg  | Totale Kickers Würzburg  | 36         | 15         |                 | 2               | 1               |                    | -                  | -                  |             | -           | -           | 38     | 16     |
| ott. 2020-2021           | Midtjylland              | SL                       | 11         | 1          | CD              | 3               | 1               | UCL                | 3                  | 0                  | -           | -           | -           | 17     | 2      |
| 2021-2022                | Darmstadt                | 2L                       | 32         | 17         | CG              | 1               | 1               | -                  | -                  | -                  | -           | -           | -           | 33     | 18     |
| 2022-2023                | Stoccarda                | BL                       | 19+2       | 0          | CG              | 3               | 2               | -                  | -                  | -                  | -           | -           | -           | 24     | 2      |
| 2023-2024                | Darmstadt                | BL                       | 24         | 1          | CG              | 0               | 0               | -                  | -                  | -                  | -           | -           | -           | 24     | 1      |
| Totale Darmstadt         | Totale Darmstadt         | Totale Darmstadt         | 56         | 18         |                 | 1               | 1               |                    | -                  | -                  |             | -           | -           | 57     | 19     |
| 2024-2025                | Karlsruhe                | 2L                       | 15         | 0          | CG              | 1               | 0               | -                  | -                  | -                  | -           | -           | -           | 16     | 0      |
| Totale carriera          | Totale carriera          | Totale carriera          | 283        | 81         |                 | 10              | 5               |                    | 3                  | 0                  |             | -           | -           | 296    | 86     |

## Palmarès

### Club

#### Competizioni nazionali
- 3. Liga: 1

Osnabrück: 2018-2019